# Kiến trúc Baroque
| Lịch sử kiến trúc phương Tây |
| Kiến trúc thời kì đồ đá      |
| Kiến trúc Ai Cập cổ đại      |
| Kiến trúc Lưỡng Hà           |
| Kiến trúc cổ điển            |
| Kiến trúc Hy Lạp cổ đại      |
| Kiến trúc La Mã cổ đại       |
| Kiến trúc thời Trung Cổ      |
| Kiến trúc Byzantine          |
| Kiến trúc Romanesque         |
| Kiến trúc Gothic             |
| Kiến trúc Phục Hưng          |
| Kiến trúc Baroque            |
| Kiến trúc Rococo             |
| Kiến trúc Tân cổ điển        |
| Kiến trúc hiện đại           |
| Kiến trúc hậu hiện đại       |
|                              |
| Các mục từ                   |

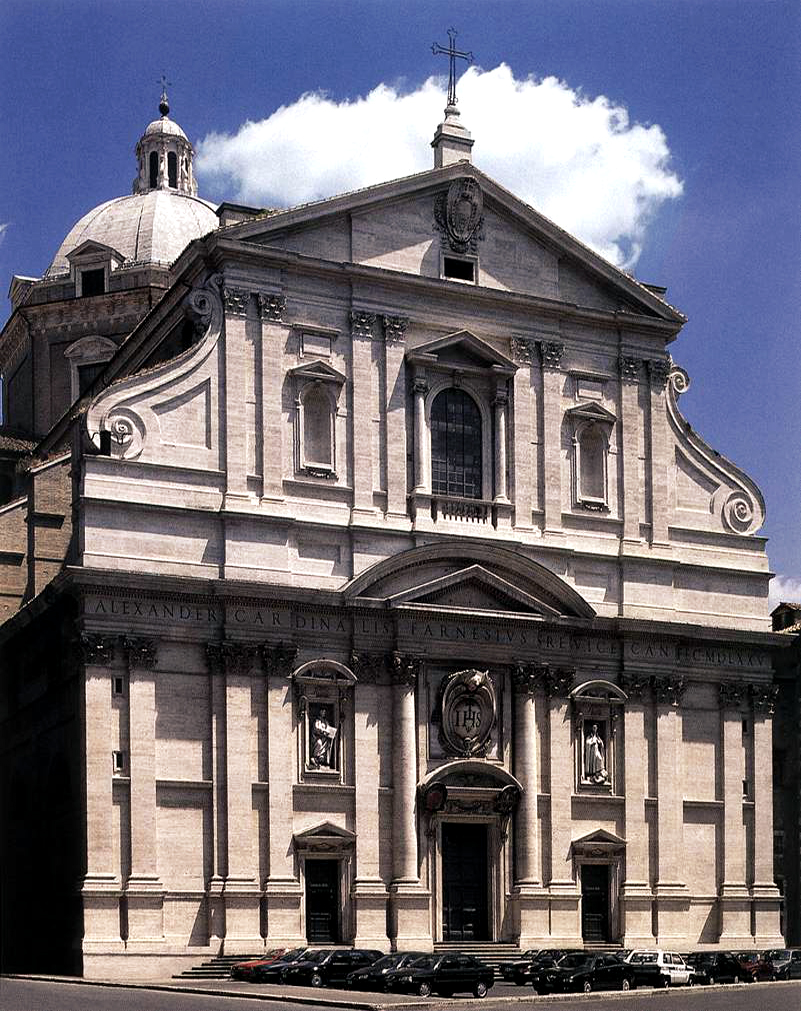
Mặt tiền nhà thờ Gesù, tòa nhà Baroque thực sự đầu tiên.

Kiến trúc Baroque (Ba Rốc) là một phong cách xây dựng xuất hiện vào đầu thế kỷ 17 ở Ý rồi sau đó dần lan rộng ra khắp châu Âu. Kiến trúc Baroque tận dụng những ngôn ngữ của kiến trúc Phục hưng theo một cách thức mới mang tính chất hùng biện và phong cách sân khấu, thường dùng để phô trương sức mạnh của Nhà thờ Công giáo La Mã. Nó được đặc trưng bởi những khám phá mới về hình dáng, ánh sáng và bóng râm, mức độ kịch tính. Trong kỷ nguyên Baroque, kiến trúc trở nên phức tạp và cầu kỳ hơn. Nghệ thuật kiến trúc Baroque đi ngược lại với lối nghệ thuật kiến trúc thời Phục Hưng cứng nhắc vốn thừa hưởng từ Hy Lạp cổ đại và La Mã cổ đại.
Các đặc điểm chung của kiến trúc Baroque bao gồm một không gian trung tâm rộng mở, nơi mọi người có thể nhìn thấy bàn thờ; cột xoắn, hiệu ứng sân khấu, bao gồm ánh sáng đến từ một chiếc vòm phía trên; hiệu ứng nội thất ấn tượng được tạo ra với đồng và mạ vàng; cụm các thiên thần điêu khắc và các nhân vật khác trên cao; và sử dụng rộng rãi trompe-l'oeil, còn được gọi là "quadratura", với các chi tiết kiến trúc và hình vẽ trên tường và trần nhà, để tăng hiệu ứng kịch tính và sân khấu. Kiến trúc Baroque tạo ra những không gian phức tạp và những luồng ánh sáng kỳ bí được chiếu khắp nơi mà người ta không thể nào tìm ra được điểm xuất phát của ánh sáng đó. Ngoài ra, người ta còn nhận biết được kiểu kiến trúc này thông qua các thức cột có kích thước lớn và thường chồng cao hai tầng, cửa sổ lớn hình chữ nhật, một cửa bé hơn hình tròn, nửa tròn hay hình oval.
Trong khi thời Phục hưng đã thu hút của cải và quyền lực của các triều đình Ý và là một sự pha trộn của các thế lực thế tục và tôn giáo, thì ít nhất ban đầu, Baroque lại trực tiếp liên quan đến Kháng-Cải cách, một phong trào trong Giáo hội Công giáo cải cách chính nó để đáp trả Cải cách Tin lành. Kiến trúc Baroque là sự vận động liên tục của những bức tường uốn lượn đầy ấn tượng. Lối kiến trúc này thường được thấy trong nhà hát, nhà thờ bằng những không gian kịch tính vốn là kết quả của sự kết hợp chặt chẽ giữa các kiến trúc sư, các nhà điêu khắc, các nhà hội họa cùng tạo ra một kết quả thống nhất và nhấn mạnh hiệu quả ảo ảnh với mục đích làm cho chiều sâu sâu hơn, chiều dài dài hơn, những luồng ánh sáng chuyển động và sự âm vang của âm thanh khi được phát ra dù chỉ là một tiếng động rất nhỏ. Hình oval là hình chủ đạo của lối kiến trúc đòi hỏi sự tỉ mỉ, chi tiết và cầu kỳ này, nó xuất hiện hầu như ở tất cả mọi nơi, từ nét uốn lượn của những dãy tường dài đến cái góc nhỏ khuất cao trên trần.
Kiến trúc Baroque Thượng La Mã gắn với các Triều đại Giáo hoàng của Urban VIII, Innocent X và Alexander VII, trải rộng trong thời gian từ 1623-1667. Ba kiến trúc sư chính của thời kỳ này là nhà điêu khắc Gianlorenzo Bernini, Francesco Borromini và họa sĩ Pietro da Cortona và mỗi người trong số này phát triển biểu hiện kiến trúc cá nhân một cách riêng biệt.
Sự phổ biến các kiến trúc Baroque ở phía nam Ý đã dẫn đến các biến thể khu vực như kiến trúc Baroque Sicilia hoặc của Baroque Napoli và Baroque Lecce. Về phía bắc, kiến trúc sư Theatine Guarino Guarini Camillo, Bernardo Vittone và kiến trúc sư sinh ra ở Sicilia Filippo Juvarra đã đóng góp thiết kế kiến trúc cho các tòa nhà theo phong cách kiến trúc Baroque ở các thành phố Torino và vùng Piedmont.
Một sự pha trộn các kiến trúc Bernini, Borromini và Cortona có thể được nhìn thấy trong các kiến trúc Baroque cuối của Bắc Âu mà đã mở đường cho phong cách Rococo trang trí nhiều hơn.
Đến giữa thế kỷ XVII, phong cách Baroque đã tìm thấy biểu hiện thế tục của nó trong các hình thức cung điện lớn, đầu tiên ở Pháp, với Château de Maisons (1642) gần Paris thiết kế bởi François Mansart, và sau đó trên khắp châu Âu.
Trong thế kỷ XVII, kiến trúc Baroque lan truyền qua châu Âu và Mỹ Latinh, nơi nó được đặc biệt khuyến khích bởi dòng Tên.

## Tiền thân và các đặc điểm của kiến trúc Baroque
Tòa nhà La Mã muộn của Michelangelo, đặc biệt là St. Peter's Basilica, có thể được coi là tiền thân của kiến trúc Baroque. Học trò ông là Giacomo della Porta tiếp tục công việc này tại Roma, đặc biệt là ở mặt tiền của nhà thờ Dòng Tên Il Gesu, dẫn trực tiếp đến mặt tiền nhà thờ quan trọng nhất của thời kỳ đâu Baroque, Santa Susanna (1603), thiết kế bởi Carlo Maderno.
Các đặc điểm nổi bật riêng biệt của kiến trúc Baroque có thể bao gồm:
- Trong nhà thờ: Giáo đường rộng hơn và đôi khi có thiết kế dạng oval
- Các yếu tố kiến truc rời rạc và không hoàn chỉnh một cách có chủ ý
- Sử dụng ánh sáng một cách mạnh mẽ, hoặc là tương phản sáng tối (hiệu ứng tương phản) như ở nhà thờ Weltenburg, hoặc ánh sáng đồng bộ với một loạt cửa sổ như ở nhà thờ Weingarten.
- Sử dụng phong phú các loại màu sắc và hoa văn trang trí (Putti hoặc hình dáng nhân vật làm bằng gỗ (thường được mạ vàng), thạch cao hoặc vữa, đá cẩm thạch hoặc giả hoàn thiện)
- Tranh trần tỷ lệ lớn
- Mặt ngoài thường đặc trưng với những phần nhô cao hướng tâm.
- Nội thất là không gian cho hội họa, điêu khắc và nghệ thuật đắp hình nổi (đặc biệt vào giai đoạn cuối của Baroque)
- Hiệu ứng huyền ảo như trompe l'oeil (một kỹ thuật nghệ thuật liên quan đến việc tạo hình ảnh trông sống động như không gian 3 chiều) và sự pha trộn giữa hội họa và kiến trúc
- Hình dạng mái vòm ở Bayern, Cộng hòa Séc, Ba Lan và Baroque Ukraina.
- Cột tượng thần Marian và thánh Trinity ở các nước Công giáo để tạ ơn sau khi kết thúc mỗi trận dịch hạch.

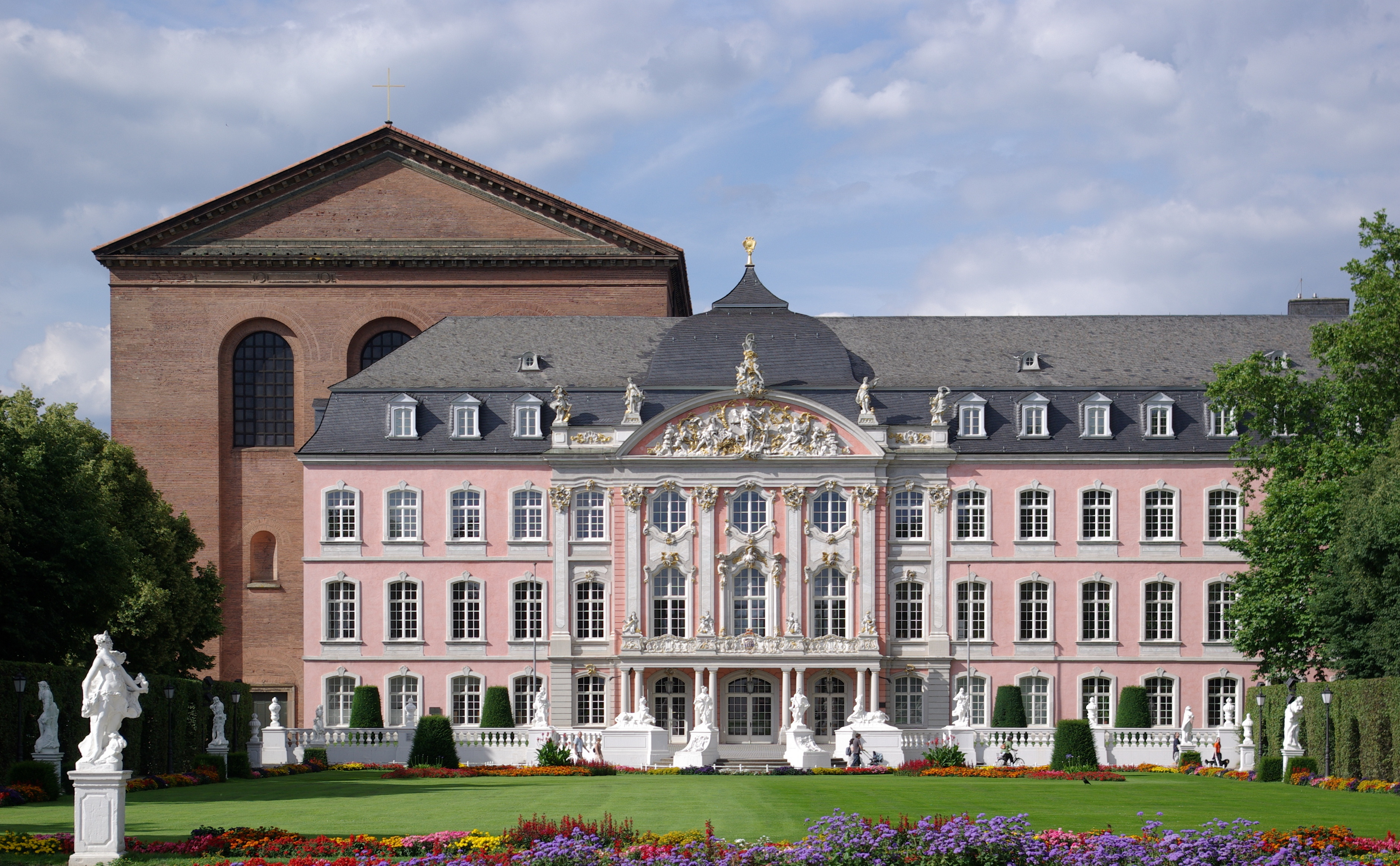
Cung bầu của ở Trier, Đức
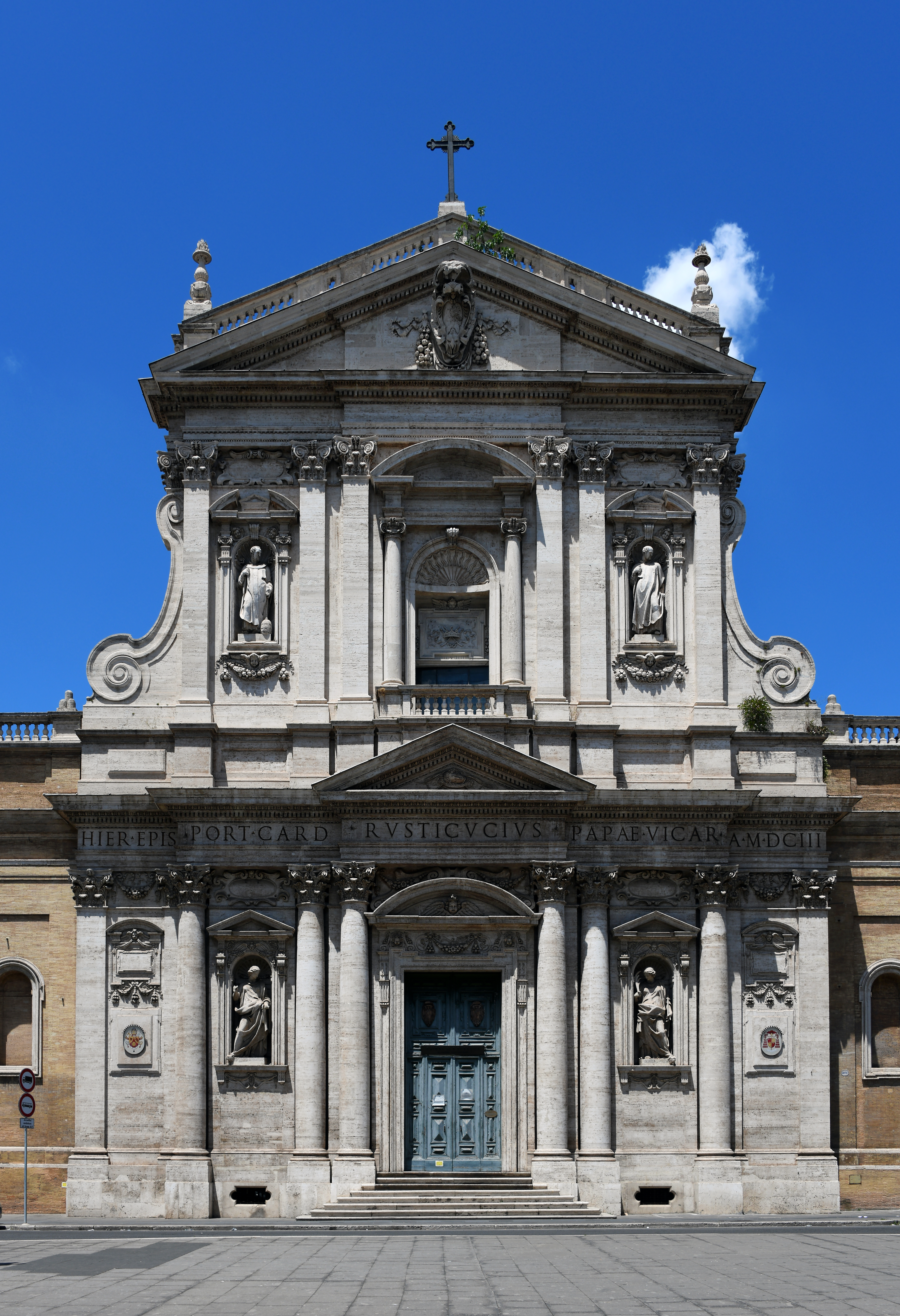
Santa Susanna ở Roma, Italia
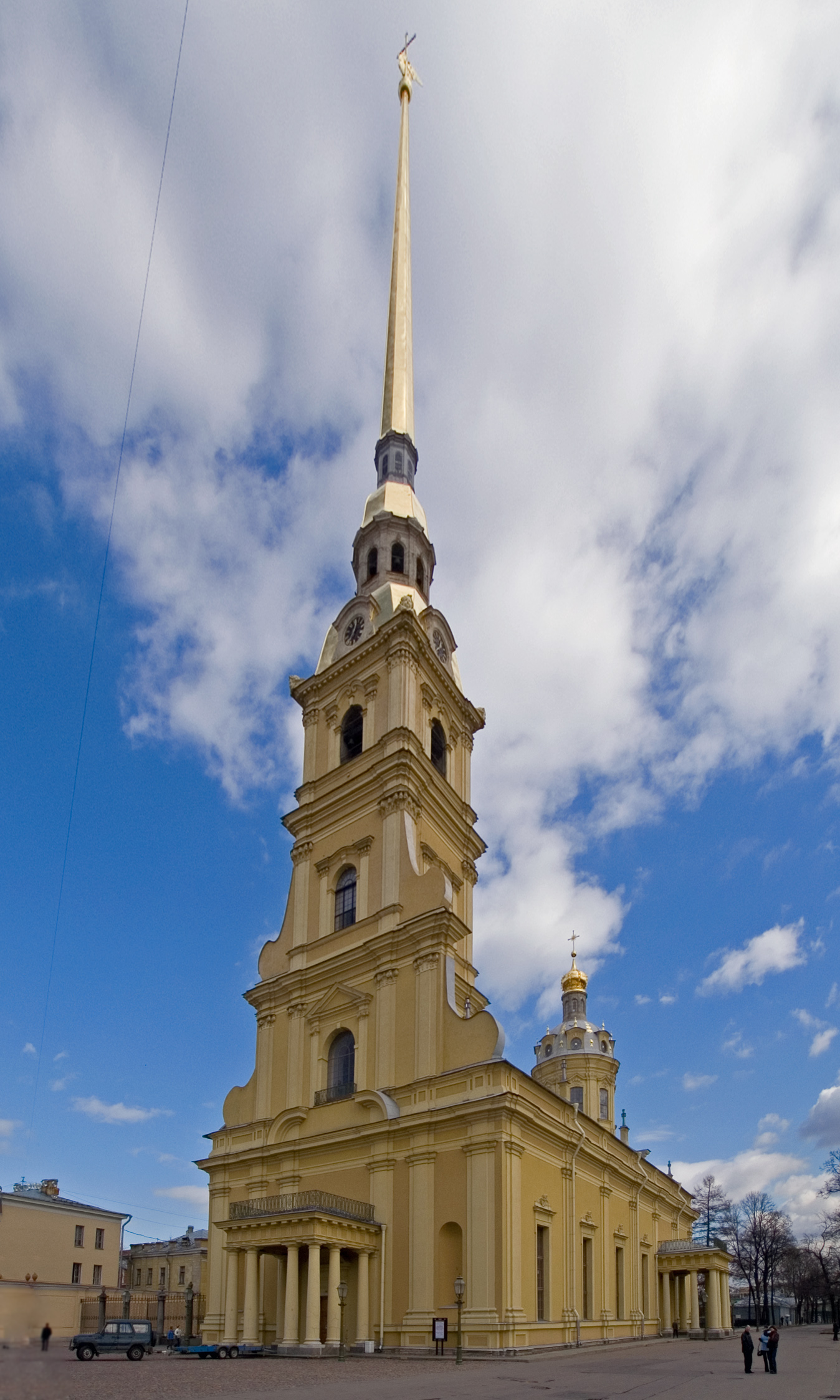
Đại giáo đường Peter và Paul ở Saint Petersburg, Nga
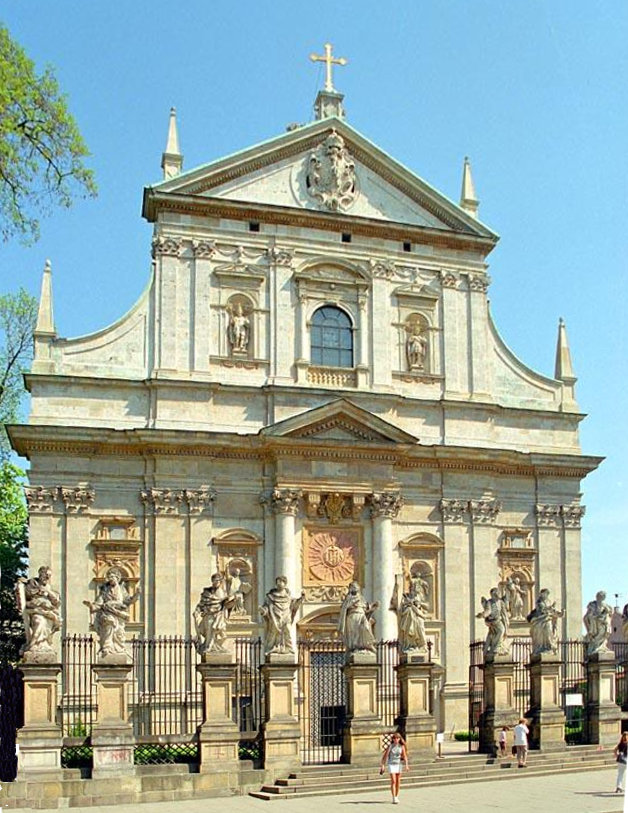
Nhà thờ Thánh Peter và Paul ở Krakow, Ba Lan
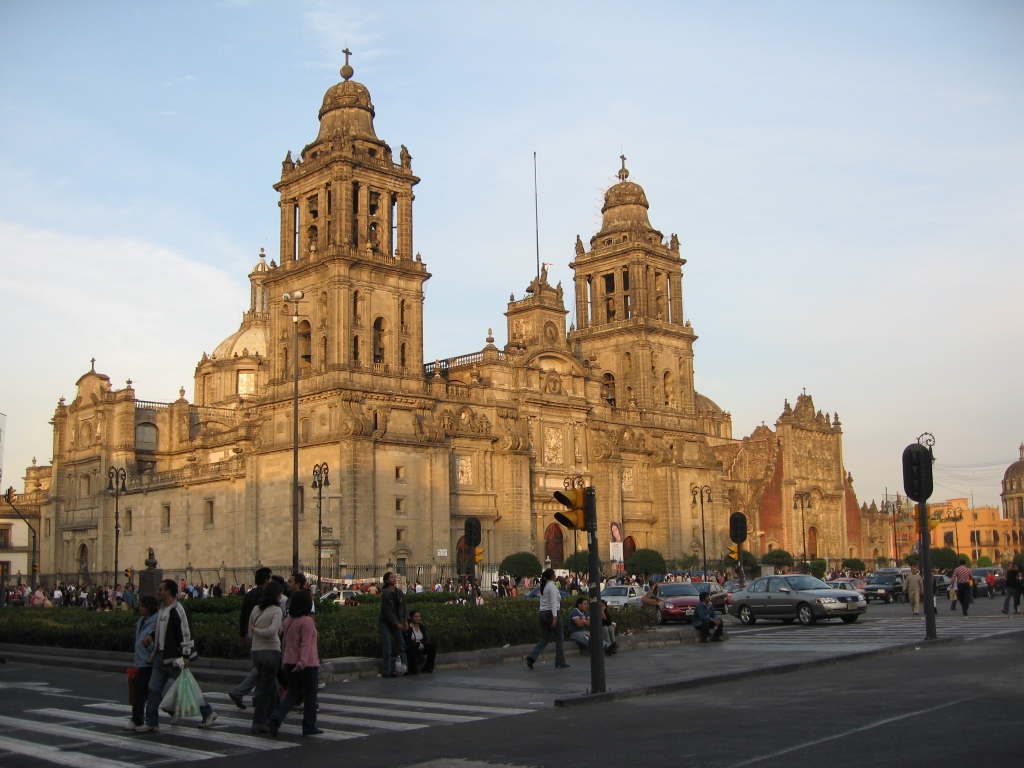
Nhà thờ chính tòa Vùng đô thị Mexico nhìn từ phố Madero.

### Kiến trúc Baroque và chủ nghĩa thực dân
Trong quá trình thực dân hóa của Bồ Đào Nha đối với Goa, Ấn Độ mang lại nhiều nhà thờ với kiến trúc Baroque (Nhà thờ Giáo hội Đức Mẹ Vô Nhiễm Nguyên Tội). Mặc dù xu hướng xem kiến trúc Baroque như một hiện tượng của châu Âu, nó trùng hợp với, và được gắn liền với sự gia tăng chủ nghĩa thực dân châu Âu. Chủ nghĩa thực dân yêu cầu phát triển của các chính phủ tập trung và mạnh mẽ với Tây Ban Nha và Pháp, là thứ đầu tiên di chuyển theo hướng này. Chủ nghĩa thực dân mang lại số tiền rất lớn của sự giàu có, không chỉ từ bạc khai thác từ các mỏ ở Bolivia, Mexico và các nơi khác, mà còn trong buôn bán các mặt hàng, chẳng hạn như đường và thuốc lá. Sự cần thiết để kiểm soát tuyến đường thương mại, độc quyền, và chế độ nô lệ, mà nằm chủ yếu trong tay của người Pháp trong thế kỷ 17, tạo ra một chu kỳ gần như vô tận của cuộc chiến tranh giữa các cường quốc thực dân: các cuộc chiến tranh tôn giáo Pháp, Ba mươi năm chiến tranh (1618 và 1648), Pháp-Tây Ban Nha Chiến tranh (1653), Chiến tranh Pháp-Hà Lan (1672-1678), và như vậy. Việc quản lý yếu kém ban đầu của sự giàu có thuộc địa của Tây Ban Nha phá sản họ trong thế kỷ 16 (1557 và 1560), hồi phục chậm trong thế kỷ sau. Điều này giải thích tại sao các phong cách Baroque, mặc dù nhiệt tình phát triển ở Tây Ban Nha, đã được đến một mức độ lớn, ở Tây Ban Nha, một kiến trúc của bề mặt và mặt tiền, không giống như ở Pháp và Áo, nơi chứng kiến việc xây dựng nhiều cung điện lớn và tu viện.

## Một số công trình kiến trúc Baroque tiêu biểu
- Nhà thờ San Carlo alle Quattro Fontane
- Nhà thờ chính tòa Thánh Paul, Luân Đôn
- Nhà thờ chính tòa Santiago de Compostela
- Nhà thờ Karlskirche
- Nhà thờ chính tòa Vùng Đô thị Mexico
- Nhà thờ Zacatecas
- Quảng trường Thánh Phêrô
- Dinh Schönbrunn
- Điện Invalides
- Cung điện Versailles
- Cung điện Mùa đông
- Cung điện Peterhof